# Valódi tevenyakúak
A valódi tevenyakúak (Raphidiidae) az ízeltlábúak törzsének a rovarok osztályának és a tevenyakú fátyolkák (Raphidioptera) rendjébe tartozó család.

## Rendszerezés
A családba az alábbi 6 nem és 7 faj tartozik
- Agulla (Navás, 1914) - 1 faj
  - Agulla adnixa

- Dichrostigma - 1 faj
  - Dichrostigma flavipes

- Mongoloraphidia - 1 faj
  - Mongoloraphidia manasiana

- Phaeostigma - 2 faj
  - Phaeostigma major
  - Barna tevenyakú (Phaeostigma notata)

- Subilla - 1 faj
  - Subilla confinis

- Xanthostigma - 1 faj
  - Xanthostigma xanthostigma

## Külső hivatkozás
- ITIS szerinti rendszerbesorolás